# دردار أصغر

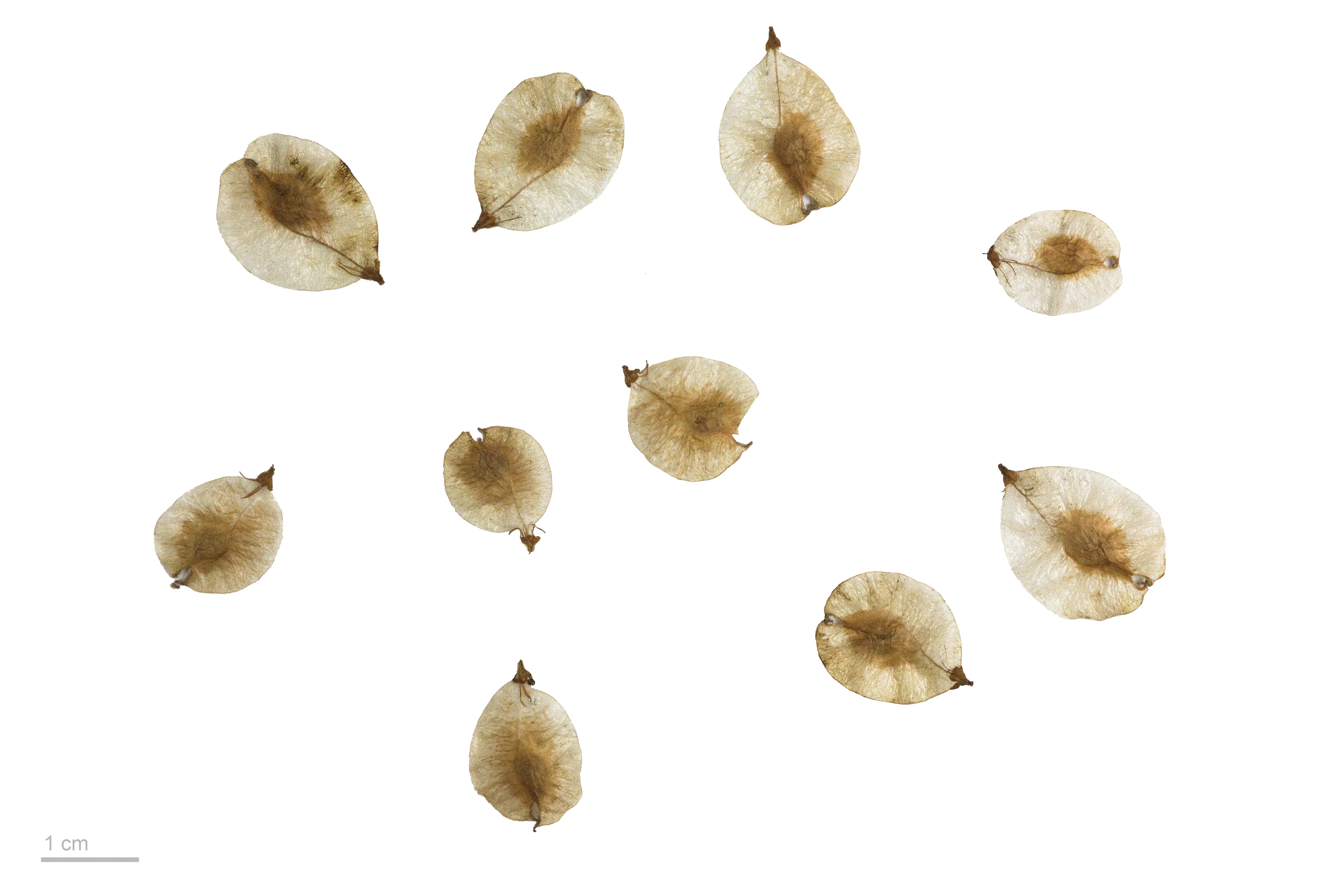
Ulmus minor

خرخفتي أو البوقيصا أو غرغارأو دردار أصغر أو غرغاج (الاسم العلمي: Ulmus minor) هو نوع نباتي يتبع جنس الدردار من فصيلة الدردارية.	

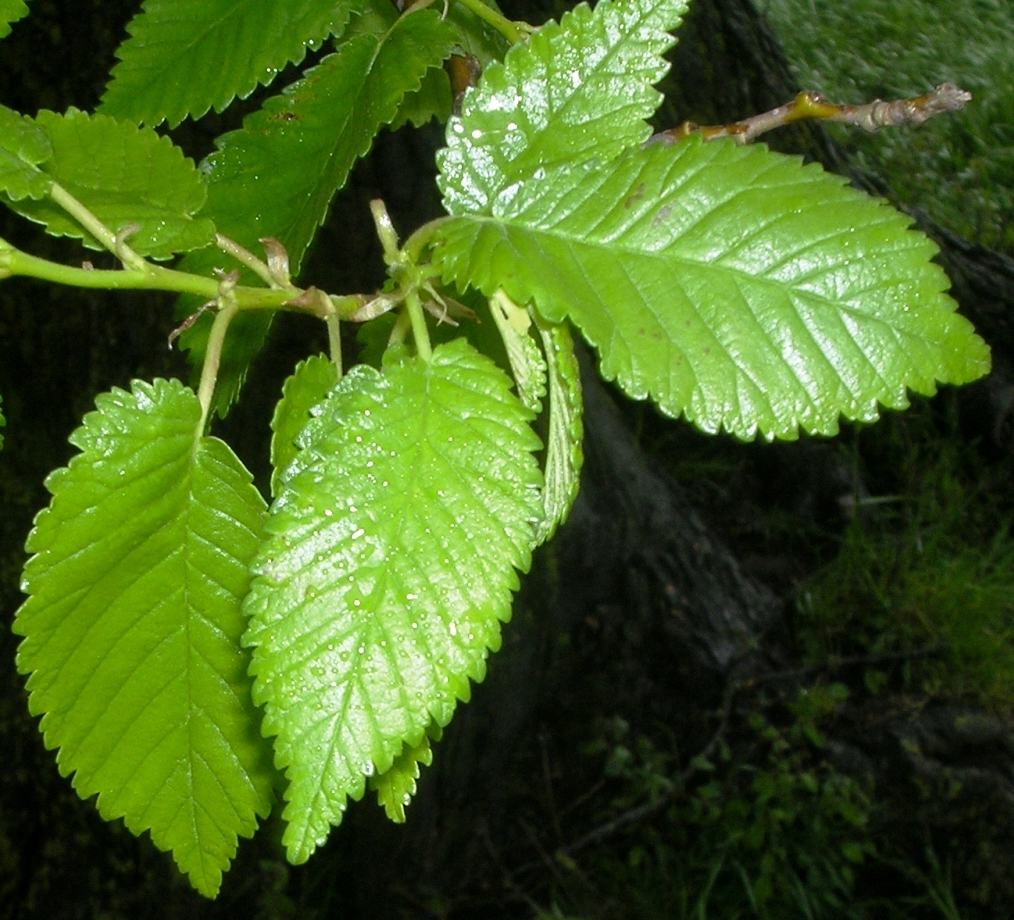
اوراق الدردر

## الموئل والانتشار
موطنه بلاد الشام والمغرب العربي وتركيا والقوقاز وكل مناطق أوروبا.